# Booker (Fernsehserie)
Booker war eine US-amerikanische Fernsehserie, die von 1989 bis 1990 als Spin-off von 21 Jump Street – Tatort Klassenzimmer produziert wurde. Die Idee zur Serie stammt von Stephen J. Cannell und Eric Blakeney.

## Handlung
Der junge Polizist Dennis Booker, der zuvor bei der Polizeieinheit 21 Jump Street tätig war, bewirbt sich bei der international tätigen japanischen Teshima Corporation. Den Job als Sicherheitsbeauftragter bekommt er allerdings weniger wegen seines Könnens, sondern aufgrund der Tatsache, dass er seinen neuen Chef Chick Sterling in einer prekären Situation mit dessen Sekretärin erwischt hat. Obwohl Booker nicht der Angestellte ist, den sich Sterling und die Vorgesetzte Alicia Rudd erhofft hatten, erledigt er seine Aufgaben – wenn auch mit unorthodoxen Methoden – ziemlich erfolgreich. Trotzdem steht er immer kurz vor der Kündigung. Seine Sekretärin Elaine Grazzo versucht ihm zu helfen, wo sie nur kann. Als Elaine heiratet wird sie durch Suzanne Dunne, eine ehemalige Straffällige, ersetzt.

## Entstehung und Veröffentlichung
| Figur          | Darsteller        | Deutscher Sprecher     |
| -------------- | ----------------- | ---------------------- |
| Dennis Booker  | Richard Grieco    | Benjamin Völz          |
| Chick Sterling | Carmen Argenziano | Dieter Ranspach        |
| Alicia Rudd    | Marcia Strassman  | Gertie Honeck          |
| Elaine Grazzo  | Katie Rich        | Anke Reitzenstein      |
| Suzanne Dunne  | Lori Petty        | Philine Peters-Arnolds |

In den USA wurde die Serie parallel zur vierten Staffel von 21 Jump Street – Tatort Klassenzimmer ausgestrahlt. Die achte Folge von Booker, In der Höhle des Löwen (Deals and Wheels Part 1), und die 65. Folge von 21 Jump Street, Wheels and Deals, stellen ein Crossover zwischen beiden Serien dar. In den US-Wiederholungen von 21 Jump Street wird die achte Folge von Booker zwischen 64. und 65. Folge gezeigt.
Von 1990 bis 1991 und 1992 wurde die Serie auf Sat.1 ausgestrahlt. Weitere Wiederholungen folgten bei ProSieben (1993 und 1994), Kabel eins (1995 und 1995–1996), VOX (1999 und 2000), TV Berlin (2001) und Kabel eins classics (2008 und zweimal 2010).
Am 17. September 2008 wurde Booker – The Complete Series in Australien (Regionalcode 4) von Beyond Home Entertainment veröffentlicht. Am 25. August 2009 veröffentlichte Mill Creek Entertainment in den USA (Regionalcode 1) Booker – The Collector’s Edition, in der allerdings die beiden Folgen Deals And Wheels Part 1 und Someone Stole Lucille fehlen. Die Serie wird in Deutschland (Regionalcode 2) vom Pidax Film- und Hörspielverlag offiziell am 29. Oktober 2021 veröffentlicht.

## Episodenliste
Der Fernsehsender Fox strahlte die Serie erstmals vom 24. September 1989 bis zum 6. Mai 1990 aus. In Deutschland hatte Booker in Sat.1 vom 28. November 1990 bis zum 8. Mai 1991 Premiere. Die Reihenfolge der Episoden folgte den US-Ausstrahlungsdaten.
| Nr. (ges.) | Nr. (St.) | Deutscher Titel                     | Originaltitel                        | Erstausstrahlung USA | Deutschsprachige Erstausstrahlung (D) | Regie                | Drehbuch                                                                        | Produktions- nummer |
| ---------- | --------- | ----------------------------------- | ------------------------------------ | -------------------- | ------------------------------------- | -------------------- | ------------------------------------------------------------------------------- | ------------------- |
| 1          | 1         | Ein riskanter Nebenjob              | Booker                               | 24. Sep. 1989        | 28. Nov. 1990                         | David Jackson        | Stephen J. Cannell                                                              | 31101               |
| 2          | 2         | Adrenalin                           | The Pump                             | 1. Okt. 1989         | 5. Dez. 1990                          | Mark Sobel           | Stephen J. Cannell, Nicholas Corea Idee: Nicholas Corea                         | 31102               |
| 3          | 3         | Der neue und der alte Ronnie        | Raising Arrizola                     | 8. Okt. 1989         | 19. Dez. 1990                         | Rob Bowman           | Gordon T. Dawson                                                                | 31106               |
| 4          | 4         | Alles war so schön geplant          | High Rise                            | 22. Okt. 1989        | 2. Jan. 1991                          | Jorge Montesi        | Carleton Eastlake                                                               | 31109               |
| 5          | 5         | Der Mohr wird noch gebraucht        | All You Gotta Do Is Do It            | 29. Okt. 1989        | 16. Jan. 1991                         | Reynaldo Villalobos  | Stephen J. Cannell                                                              | 31105               |
| 6          | 6         | Es erbt der Überlebende             | Bête Noir                            | 5. Nov. 1989         | 9. Jan. 1991                          | James Whitmore, Jr.  | Charles Grant Craig                                                             | 31110               |
| 7          | 7         | Der gejagte Kopfgeldjäger           | Flat Out                             | 12. Nov. 1989        | 23. Jan. 1991                         | Jefferson Kibbee     | Carleton Eastlake                                                               | 31111               |
| 8          | 8         | In der Höhle des Löwen              | Deals And Wheels – Part 1            | 26. Nov. 1989        | 30. Jan. 1991                         | Mark Sobel           | Charles Grant Craig, Thania St. John                                            | 31113               |
| 9          | 9         | Der Sohn von Nummer 1               | Someone Stole Lucille                | 10. Dez. 1989        | 3. Apr. 1991                          | Kim Manners          | Bill Nuss                                                                       | 31112               |
| 10         | 10        | Ein schwieriger Star                | Cementhead                           | 17. Dez. 1989        | 6. Feb. 1991                          | Jorge Montesi        | Glen Morgan, James Wong                                                         | 31114               |
| 11         | 11        | Duell mit einem Profi               | The Red Dot                          | 14. Jan. 1990        | 13. Feb. 1991                         | Mario Azzopardi      | Bill Nuss, Charles Grant Craig Idee: Carleton Eastlake                          | 31118               |
| 12         | 12        | Wiedersehen mit einer Klette        | Who Framed Roger Thornton?           | 21. Jan. 1990        | 20. Feb. 1991                         | Jefferson Kibbee     | Charles Grant Craig Idee: Thania St. John                                       | 31115               |
| 13         | 13        | Computerspielchen                   | Hacker                               | 4. Feb. 1990         | 27. Feb. 1991                         | Bryan Spicer         | Charles Grant Craig, Thania St. John, Carleton Eastlake Idee: Carleton Eastlake | 31119               |
| 14         | 14        | Geheimauftrag für Sergeant Sterling | The Life and Death of Chick Sterling | 11. Feb. 1990        | 6. März 1991                          | Kim Manners          | Bill Nuss, Thania St. John                                                      | 31122               |
| 15         | 15        | Spuren im Schnee                    | Black Diamond Run                    | 18. Feb. 1990        | 20. März 1991                         | Peter D. Marshall    | Seth Perlman                                                                    | 31120               |
| 16         | 16        | Tödliche Geburtstagsfeier           | Love Life                            | 25. Feb. 1990        | 13. März 1991                         | Jefferson Kibbee     | Jacqueline Zambrano Idee: Gary Rosen, Jacqueline Zambrano                       | 31121               |
| 17         | 17        | Klassentreffen                      | Reunion                              | 25. März 1990        | 27. März 1991                         | Jan Eliasberg        | Carleton Eastlake, Thania St. John                                              | 31124               |
| 18         | 18        | Tony und die Frauen                 | Wedding Bell Blues                   | 1. Apr. 1990         | 10. Apr. 1991                         | Jefferson Kibbee     | Charles Grant Craig, Bill Nuss, Thania St. John                                 | 31125               |
| 19         | 19        | Der Onkel mit den grünen Haaren     | Molly And Eddie                      | 8. Apr. 1990         | 17. Apr. 1991                         | David Nutter         | Charles Grant Craig, Bill Nuss, Thania St. John                                 | 31123               |
| 20         | 20        | Katz und Maus                       | Crazy                                | 15. Apr. 1990        | 24. Apr. 1991                         | Bill Corcoran        | Chad Hayes, Carey W. Hayes                                                      | 31127               |
| 21         | 21        | Familienbande                       | Mobile Home                          | 29. Apr. 1990        | 1. Mai 1991                           | Christopher T. Welch | Charles Grant Craig, Bill Nuss, Thania St. John Idee: David Kemper              | 31128               |
| 22         | 22        | Vater und Sohn                      | Father’s Day                         | 6. Mai 1990          | 8. Mai 1991                           | Jan Eliasberg        | Jan Eliasberg                                                                   | 31129               |